# 루이스 오테로
루이스 오테로 산체스-엔시나스(스페인어: Luis Otero Sánchez-Encinas; 1893년 10월 22일, 갈리시아 주 폰테베드라 ~ 1955년 10월 22일, 갈리시아 주 라 코루냐)는 스페인의 전 축구 선수로, 1920 올림픽에 참가했다.

## 국가대표팀
그는 1920 올림픽의 축구 대회에서 은메달을 획득한 스페인의 원년 선수단원이다.

## 사생활
그는 폰테베드라 출신이다.